# Playoffs NBA 2005
Los Playoffs de la NBA de 2005 fueron el torneo final de la temporada 2004-05 de la NBA.
El campeón fue San Antonio Spurs, segundo clasificado de la Conferencia Oeste, que venció a los Detroit Pistons 4 - 3 en las finales.
El MVP de las Finales fue Tim Duncan de los San Antonio Spurs.

## Resumen
Las finales de la NBA de este año fueron especiales ya que desde 1987 los dos anteriores campeones no se encontraban en las finales (los Spurs ganaron en 2003 y los Pistons en 2004). Para los Spurs suponía su tercer campeonato (también ganaron en la temporada del famoso lock-out de 1999).
Los Washington Wizards y los Chicago Bulls ambos finalizaban largas sequías sin aparecer en los playoffs en 2005 (e irónicamente, se vieron las caras en la primera ronda). Para Washington era su primera aparición desde 1997, y sólo su tercera desde 1988. Su pase a la siguiente ronda por 4-2 sobre los Bulls marcó su primer pase en una serie de playoffs desde 1982, una sequía de 23 años.
Era la primera aparición de los Bulls después de la era post Michael Jordan después de que ganasen en las finales de 1998. En años intermedios, los Bulls fueron considerados en las posiciones más bajas de la División Central, pero su temporada con un balance de 47-35 en victorias-derrotas marcaron una diferencia de 24 partidos comparándolo con la temporada anterior.
Para Los Angeles Lakers, quienes son un equipo habitual en los playoffs, supuso la primera vez en once temporadas y la quinta en la historia de la NBA que no conseguía clasificarse para los playoffs.
Comenzando la temporada 2004-05, con la que sería la franquicia número 30 de la NBA, los Charlotte Bobcats, la NBA realineó sus divisiones. Cada conferencia tiene tres divisiones de cinco equipos cada una. Hasta este punto, el ganador de cada división tenía garantizada una clasificación entre los tres primeros para los playoffs, sin atender cual era el equipo que tenía el mejor balance de los 8 que se iban a clasificar. Sin embargo, el campeón de división no tenía asegurada la ventaja de campo, un equipo que lideraba una división con un peor récord podía estar clasificado tercero pero enfrentarse a un sexto clasificado que tuviese un mejor balance, que tendría la ventaja de campo.

## Clasificación Playoff

### Conferencia Este
Los Miami Heat consiguieron el mejor récord en la Conferencia Este, y por tanto poseyeron la ventaja de campo a lo largo de todas las series del Este.
A continuación se muestran la lista de los equipos clasificados en la conferencia Este:
1. Miami Heat (líder de la División del Suroeste)
2. Detroit Pistons (líder de la División Central)
3. Boston Celtics (líder de la División del Atlántico)
4. Chicago Bulls
5. Washington Wizards
6. Indiana Pacers
7. Philadelphia 76ers
8. New Jersey Nets

### Conferencia Oeste
Los Phoenix Suns alcanzaron el mejor récord en la NBA y así mantuvieron la ventaja de campo durante todos los partidos de playoffs hasta que los campeones los San Antonio Spurs le derrotaron en las finales de conferencia, quitándoles así la ventaja de campo que pasaría a ser suya.
A continuación se muestran la lista de los equipos clasificados en la conferencia Oeste:
1. Phoenix Suns (líder de la División del Pacífico)
2. San Antonio Spurs (líder de la División del Suroeste)
3. Seattle SuperSonics (líder de la División del Noroeste)
4. Dallas Mavericks
5. Houston Rockets
6. Sacramento Kings
7. Denver Nuggets
8. Memphis Grizzlies

## Tabla
|  | Primera Ronda     | Primera Ronda | Primera Ronda |   |              | Semifinales de Conferencia | Semifinales de Conferencia | Semifinales de Conferencia |  |    | Final de Conferencia | Final de Conferencia | Final de Conferencia |  |    | Finales de la NBA | Finales de la NBA | Finales de la NBA |
|  |                   |               |               |   |              |                            |                            |                            |  |    |                      |                      |                      |  |    |                   |                   |                   |
|  | E1                | *Miami        | 4             |   |              |                            |                            |                            |  |    |                      |                      |                      |  |    |                   |                   |                   |
|  | E8                | New Jersey    | 0             |   |              |                            |                            |                            |  |    |                      |                      |                      |  |    |                   |                   |                   |
|  | E8                | New Jersey    | 0             |   | E1           | *Miami                     | 4                          |                            |  |    |                      |                      |                      |  |    |                   |                   |                   |
|  |                   |               |               |   | E1           | *Miami                     | 4                          |                            |  |    |                      |                      |                      |  |    |                   |                   |                   |
|  |                   | E5            | Washington    | 0 |              |                            |                            |                            |  |    |                      |                      |                      |  |    |                   |                   |                   |
|  | E4                | E5            | Washington    | 0 | Chicago      | 2                          |                            |                            |  |    |                      |                      |                      |  |    |                   |                   |                   |
|  | E4                |               |               |   | Chicago      | 2                          |                            |                            |  |    |                      |                      |                      |  |    |                   |                   |                   |
|  | E5                | Washington    | 4             |   |              |                            |                            |                            |  |    |                      |                      |                      |  |    |                   |                   |                   |
|  | E5                | Washington    | 4             |   |              |                            |                            |                            |  | E1 | *Miami               | 3                    |                      |  |    |                   |                   |                   |
|  | Conferencia Este  |               |               |   |              |                            |                            |                            |  | E1 | *Miami               | 3                    |                      |  |    |                   |                   |                   |
|  |                   | E2            | *Detroit      | 4 |              |                            |                            |                            |  |    |                      |                      |                      |  |    |                   |                   |                   |
|  | E3                | E2            | *Detroit      | 4 | *Boston      | 3                          |                            |                            |  |    |                      |                      |                      |  |    |                   |                   |                   |
|  | E3                |               |               |   | *Boston      | 3                          |                            |                            |  |    |                      |                      |                      |  |    |                   |                   |                   |
|  | E6                | Indiana       | 4             |   |              |                            |                            |                            |  |    |                      |                      |                      |  |    |                   |                   |                   |
|  | E6                | Indiana       | 4             |   | E6           | Indiana                    | 2                          |                            |  |    |                      |                      |                      |  |    |                   |                   |                   |
|  |                   |               |               |   | E6           | Indiana                    | 2                          |                            |  |    |                      |                      |                      |  |    |                   |                   |                   |
|  |                   | E2            | *Detroit      | 4 |              |                            |                            |                            |  |    |                      |                      |                      |  |    |                   |                   |                   |
|  | E2                | E2            | *Detroit      | 4 | *Detroit     | 4                          |                            |                            |  |    |                      |                      |                      |  |    |                   |                   |                   |
|  | E2                |               |               |   | *Detroit     | 4                          |                            |                            |  |    |                      |                      |                      |  |    |                   |                   |                   |
|  | E7                | Philadelphia  | 1             |   |              |                            |                            |                            |  |    |                      |                      |                      |  |    |                   |                   |                   |
|  | E7                | Philadelphia  | 1             |   |              |                            |                            |                            |  |    |                      |                      |                      |  | E2 | *Detroit          | 3                 |                   |
|  |                   |               |               |   |              |                            |                            |                            |  |    |                      |                      |                      |  | E2 | *Detroit          | 3                 |                   |
|  |                   | O2            | *San Antonio  | 4 |              |                            |                            |                            |  |    |                      |                      |                      |  |    |                   |                   |                   |
|  | O1                | O2            | *San Antonio  | 4 | *Phoenix     | 4                          |                            |                            |  |    |                      |                      |                      |  |    |                   |                   |                   |
|  | O1                |               |               |   | *Phoenix     | 4                          |                            |                            |  |    |                      |                      |                      |  |    |                   |                   |                   |
|  | O8                | Memphis       | 0             |   |              |                            |                            |                            |  |    |                      |                      |                      |  |    |                   |                   |                   |
|  | O8                | Memphis       | 0             |   | O1           | *Phoenix                   | 4                          |                            |  |    |                      |                      |                      |  |    |                   |                   |                   |
|  |                   |               |               |   | O1           | *Phoenix                   | 4                          |                            |  |    |                      |                      |                      |  |    |                   |                   |                   |
|  |                   | O4            | Dallas        | 2 |              |                            |                            |                            |  |    |                      |                      |                      |  |    |                   |                   |                   |
|  | O4                | O4            | Dallas        | 2 | Dallas       | 4                          |                            |                            |  |    |                      |                      |                      |  |    |                   |                   |                   |
|  | O4                |               |               |   | Dallas       | 4                          |                            |                            |  |    |                      |                      |                      |  |    |                   |                   |                   |
|  | O5                | Houston       | 3             |   |              |                            |                            |                            |  |    |                      |                      |                      |  |    |                   |                   |                   |
|  | O5                | Houston       | 3             |   |              |                            |                            |                            |  | O1 | *Phoenix             | 1                    |                      |  |    |                   |                   |                   |
|  | Conferencia Oeste |               |               |   |              |                            |                            |                            |  | O1 | *Phoenix             | 1                    |                      |  |    |                   |                   |                   |
|  |                   | O2            | *San Antonio  | 4 |              |                            |                            |                            |  |    |                      |                      |                      |  |    |                   |                   |                   |
|  | O3                | O2            | *San Antonio  | 4 | *Seattle     | 4                          |                            |                            |  |    |                      |                      |                      |  |    |                   |                   |                   |
|  | O3                |               |               |   | *Seattle     | 4                          |                            |                            |  |    |                      |                      |                      |  |    |                   |                   |                   |
|  | O6                | Sacramento    | 1             |   |              |                            |                            |                            |  |    |                      |                      |                      |  |    |                   |                   |                   |
|  | O6                | Sacramento    | 1             |   | O3           | *Seattle                   | 2                          |                            |  |    |                      |                      |                      |  |    |                   |                   |                   |
|  |                   |               |               |   | O3           | *Seattle                   | 2                          |                            |  |    |                      |                      |                      |  |    |                   |                   |                   |
|  |                   | O2            | *San Antonio  | 4 |              |                            |                            |                            |  |    |                      |                      |                      |  |    |                   |                   |                   |
|  | O2                | O2            | *San Antonio  | 4 | *San Antonio | 4                          |                            |                            |  |    |                      |                      |                      |  |    |                   |                   |                   |
|  | O2                |               |               |   | *San Antonio | 4                          |                            |                            |  |    |                      |                      |                      |  |    |                   |                   |                   |
|  | O7                | Denver        | 1             |   |              |                            |                            |                            |  |    |                      |                      |                      |  |    |                   |                   |                   |

* - Campeón de división

Negrita- Ganador de las series

Cursiva- Equipo con ventaja de campo

## Conferencia Este
Campeón: Detroit Pistons

### Primera Ronda
(1) Miami Heat vs. (8) New Jersey Nets:
Heat ganaron la serie 4-0
- Partido 1 - Miami: Miami 116, New Jersey 98
- Partido 2 - Miami: Miami 104, New Jersey 87
- Partido 3 - New Jersey: Miami 108, New Jersey 105 (2OT)
- Partido 4 - New Jersey: Miami 110, New Jersey 97

(2) Detroit Pistons vs. (7) Philadelphia 76ers:
Pistons ganaron la serie 4-1
- Partido 1 - Detroit: Detroit 106, Philadelphia 85
- Partido 2 - Detroit: Detroit 99, Philadelphia 84
- Partido 3 - Philadelphia: Philadelphia 115, Detroit 104
- Partido 4 - Philadelphia: Detroit 97, Philadelphia 92 (OT)
- Partido 5 - Detroit: Detroit 88, Philadelphia 78

(3) Boston Celtics vs. (6) Indiana Pacers:
Pacers ganaron la serie 4-3
- Partido 1 - Boston: Boston 102, Indiana 82
- Partido 2 - Boston: Indiana 82, Boston 79
- Partido 3 - Indiana: Indiana 99, Boston 76
- Partido 4 - Indiana: Boston 110, Indiana 79
- Partido 5 - Boston: Indiana 90, Boston 85
- Partido 6 - Indiana: Boston 92, Indiana 89 (OT)
- Partido 7 - Boston: Indiana 97, Boston 70

(4) Chicago Bulls vs. (5) Washington Wizards:
Wizards ganaron la serie 4-2
- Partido 1 - Chicago: Chicago 103, Washington 94
- Partido 2 - Chicago: Chicago 113, Washington 103
- Partido 3 - Washington: Washington 117, Chicago 99
- Partido 4 - Washington: Washington 106, Chicago 99
- Partido 5 - Chicago: Washington 112, Chicago 110
- Partido 6 - Washington: Washington 94, Chicago 91

### Semifinales de Conferencia
(1) Miami Heat vs. (5) Washington Wizards:
Heat ganaron la serie 4-0
- Partido 1 - Miami: Miami 105, Washington 86
- Partido 2 - Miami: Miami 108, Washington 102
- Partido 3 - Washington: Miami 102, Washington 95
- Partido 4 - Washington: Miami 99, Washington 95

(2) Detroit Pistons vs. (6) Indiana Pacers:
Pistons ganaron la serie 4-2
- Partido 1 - Detroit: Detroit 96, Indiana 81
- Partido 2 - Detroit: Indiana 92, Detroit 83
- Partido 3 - Indiana: Indiana 79, Detroit 74
- Partido 4 - Indiana: Detroit 89, Indiana 76
- Partido 5 - Detroit: Detroit 86, Indiana 67
- Partido 6 - Indiana: Detroit 88, Indiana 79

### Final de Conferencia
(1) Miami Heat vs. (2) Detroit Pistons:
Pistons ganaron la serie 4-3
- Partido 1 - Miami: Detroit 90, Miami 81
- Partido 2 - Miami: Miami 92, Detroit 86
- Partido 3 - Detroit:Miami 113, Detroit 104
- Partido 4 - Detroit: Detroit 106, Miami 96
- Partido 5 - Miami:Miami 88, Detroit 76
- Partido 6 - Detroit: Detroit 91, Miami 66
- Partido 7 - Miami: Detroit 88, Miami 82

## Conferencia Oeste
Campeón: San Antonio Spurs

### Primera Ronda
(1) Phoenix Suns vs. (8) Memphis Grizzlies:
Suns ganaron la serie 4-0 

- Partido 1 - Phoenix: Phoenix 114, Memphis 103
- Partido 2 - Phoenix: Phoenix 108, Memphis 103
- Partido 3 - Memphis: Phoenix 110, Memphis 90
- Partido 4 - Memphis: Phoenix 123, Memphis 115

(2) San Antonio Spurs vs. (7) Denver Nuggets:
Spurs ganaron la serie 4-1
- Partido 1 - San Antonio: Denver 93, San Antonio 87
- Partido 2 - San Antonio: San Antonio 104, Denver 76
- Partido 3 - Denver: San Antonio 86, Denver 78
- Partido 4 - Denver: San Antonio 126, Denver 115 (OT)
- Partido 5 - San Antonio: San Antonio 99, Denver 89

(3) Seattle Supersonics vs. (6) Sacramento Kings:
Supersonics ganaron la serie 4-1
- Partido 1 - Seattle: Seattle 87, Sacramento 82
- Partido 2 - Seattle: Seattle 105, Sacramento 93
- Partido 3 - Sacramento: Sacramento 116, Seattle 104
- Partido 4 - Sacramento: Seattle 115, Sacramento 102
- Partido 5 - Seattle: Seattle 122, Sacramento 118

(4) Dallas Mavericks vs. (5) Houston Rockets:
Mavericks ganaron la serie 4-3
- Partido 1 - Dallas: Houston 98, Dallas 86
- Partido 2 - Dallas: Houston 113, Dallas 111
- Partido 3 - Houston: Dallas 106, Houston 102
- Partido 4 - Houston: Dallas 97, Houston 93
- Partido 5 - Dallas: Dallas 103, Houston 100
- Partido 6 - Houston: Houston 101, Dallas 83
- Partido 7 - Dallas: Dallas 116, Houston 76

### Semifinales de Conferencia
(1) Phoenix Suns vs. (4) Dallas Mavericks:
Suns ganaron la serie 4-2
- Partido 1 - Phoenix: Phoenix 127, Dallas 102
- Partido 2 - Phoenix: Dallas 108, Phoenix 106
- Partido 3 - Dallas: Phoenix 119, Dallas 102
- Partido 4 - Dallas: Dallas 119, Phoenix 109
- Partido 5 - Phoenix: Phoenix 114, Dallas 108
- Partido 6 - Dallas: Phoenix 130, Dallas 126 (OT)

(2) San Antonio Spurs vs. (3) Seattle Supersonics:
Spurs ganaron la serie 4-2
- Partido 1 - San Antonio: San Antonio 103, Seattle 81
- Partido 2 - San Antonio: San Antonio 108, Seattle 91
- Partido 3 - Seattle: Seattle 92, San Antonio 91
- Partido 4 - Seattle: Seattle 101, San Antonio 89
- Partido 5 - San Antonio: San Antonio 103, Seattle 90
- Partido 6 - Seattle: San Antonio 98, Seattle 96

### Final de Conferencia
(1) Phoenix Suns vs. (2) San Antonio Spurs:
Spurs ganaron la serie 4-1
- Partido 1 - Phoenix: San Antonio 121, Phoenix 114
- Partido 2 - Phoenix: San Antonio 111, Phoenix 108
- Partido 3 - San Antonio: San Antonio 102, Phoenix 92
- Partido 4 - San Antonio: Phoenix 111, San Antonio 106
- Partido 5 - Phoenix: San Antonio 101, Phoenix 95

## Finales NBA
(2) San Antonio Spurs vs. (2) Detroit Pistons:
Spurs ganaron la serie, 4-3
- Partido 1 - San Antonio: San Antonio 84, Detroit 69
- Partido 2 - San Antonio: San Antonio 97, Detroit 76
- Partido 3 - Detroit: Detroit 96, San Antonio 79
- Partido 4 - Detroit: Detroit 102, San Antonio 71
- Partido 5 - Detroit: San Antonio 96, Detroit 95 (OT)
- Partido 6 - San Antonio: Detroit 95, San Antonio 86
- Partido 7 - San Antonio: San Antonio 81, Detroit 74

Las finales se retransmitieron en Estados Unidos por la cadena ABC y en Canadá en la TSN. Para ver el resto de cadenas que televisarón el evento ver Página internacional de retransmisiones NBA.